# Идиот (телесериал, 1959)
«Идиот» (итал. L'idiota) — итальянский 6-серийный телесериал 1959 года режиссёра Джакомо Ваккари, по одноимённому роману Ф. М. Достоевского.
Первая трансляция состоялась на Первом канале Итальянского телевидения, сериал посмотрели около 15-16 миллионов зрителей. Спустя полвека сериал остаётся популярной у итальянцев экранизацией романа, в 2021 году был показан к 200-летию Достоевского на телеканале Rai Cultura.

## Сюжет
Сериал остается в целом верным роману и во многом следует ему, однако, в сокращённом виде — в сериале пропущены ряд сюжетных линий, отсутствуют некоторые персонажи. Так, в романе дочерей генерала Епанчина три, а в сериале две — старшая дочь, Александра, не появляется в сериале. Нет ростовщика Птицина. Нет упоминания о таинственном князе Щ., который сватается к Аделаиде. Нет Ипполита Терентьева.

## В ролях
В главных ролях:
- Джорджо Альбертацци — князь Лев Николаевич Мышкин
- Джан Мария Волонте — Парфён Рогожин
- Анна Проклемер — Настасья Филиповна
- Анна Мария Гуарньери — Аглая Ивановна Епанчина

Во второстепенных ролях:
- Антонио Пьерфедеричи — Ганя
- Серджо Тофано — Лебедев
- Лина Волоньги — Елизавета Прокофьевна
- Джанна Джакетти — Аделайда Епанчина
- Марио Барделла — Радомский
- Ферруччо Де Череза — Фердыщенко
- Карло Хинтерманн — Келлер
- Давид Монтемурри — Коля
- Франка Нути — Варвара
- Джанни Сантуччо — генерал Иволгин
- Анджела Кардиле — Вера Лебедева
- Альдо Пьерантони — Тоцкий
- Мерседес Бриньоне — Белоконская

## Критика
Современная сериалу итальянская критика и зрители приняли сериал хорошо, но отмечались и недостатки:

сужая действие вокруг князя Мышкина и двух женщин в его жизни, режиссёр создавал впечатление, что он нащупывает: эпизоды выбираются наугад, а не в намерении углубить характер главных героев, а особенно объяснить их тем, кто не читал Достоевского.— La Stampa 11/10/1959 - numero 242 pagina 4
Спустя полвека сериал всё-ещё ценится, хотя отмечается, что по современным меркам это скорее телеспектакль: «ритм действия театральный: длинные диалоги, актёрский стиль и актёрская интерпретация делают его настоящим примером эпизодического телевизионного театра», и с «картинкой» с учётом возможностей телевидения 1950-х:

«Идиот» 1959 года — одна из самых ценных постановок Rai, до сих пор известная и высоко цитируемая. … Актёрский состав — потрясающий, как это часто случалось в те счастливые годы, и отличная режиссура Джакомо Ваккари. Актёры и актрисы были почти все очень молодые в то время, и многие из них были ещё мало известны, но они сделали историю итальянского театра и кино. … «Идиот» — это режиссёрский шедевр. Жаль только, что средства телевизионной записи того времени были ещё очень несовершенными.
Оригинальный текст (итал.) "L'idiota" del 1959 è una delle produzioni Rai di maggior valore, ancora oggi famoso e molto citato; Il cast è formidabile, come capitava spesso in quegli anni fortunati, ed è ottima la regia di Giacomo Vaccari. Gli attori e le attrici erano quasi tutti molto giovani in quel periodo, e molti di loro erano ancora poco noti ma avrebbero fatto la storia del teatro e del cinema italiano:  "L'idiota" è un capolavoro di regia. Dispiace solo che i mezzi di registrazione televisiva dell'epoca fossero ancora molto precari,
— L'idiota // giulianocinema, 2020
Но стоит отметить, что, как с примерами отзывов русских зрителей, замечено в статье 2016 года профессора кафедры культурологии Института философии СПбГУ Н. Х. Орловой, — русских зрителей эта итальянская экранизация, скорее всего, разочарует, и во многом — и не только из-за времени создания — уступает российскому сериалу 2003 года.